# Leistungsklasse A 2005/06
Die Saison 2005/2006 der Leistungsklasse A war die 17. Austragung der höchsten Spielklasse im Schweizer Fraueneishockey und zugleich die 20. Schweizer Meisterschaft. Den Titel gewann zum ersten Mal in der Vereinsgeschichte die Frauenmannschaft des HC Lugano.

## Modus
Der vor der Saison 2001/02 eingeführte Spielmodus mit 20 Spielrunden und einem Finalturnier wurde durch einen Modus mit Qualifikationsrunde, geteilter 	Zwischenrunde sowie Play-offs (Best-of-Three) und Play-outs ersetzt. Die Qualifikationsrunde besteht aus Hin- und Rückrunde mit insgesamt 14 Spielen je Mannschaft. Anschließend spielen die Mannschaften auf den Rängen 1–4 und 5–8 getrennt die Zwischenrunde aus, dabei wird die Hälfte der Punkte mitgenommen. Jede Mannschaft absolviert 6 Spiele in der Zwischenrunde. Die Mannschaften der Play-off-Gruppe spielen anschliessend in den Play-offs um den Schweizer Meistertitel, während die Mannschaften auf den Plätzen 7 und 8 in den Play-outs gegen die beiden besten Mannschaften der LKB um den Auf- und Abstieg spielen (Play-outs).
Eine weitere Neuerung bestand in der Einführung von Overtime nach der Zwei-Punkte-Regel – bei Unentschieden nach 60 Minuten erhalten beide Mannschaften einen Punkt. In der Verlängerung erhält die siegreiche Mannschaft (Sudden Death) einen Zusatzpunkt. In den Play-offs wird bei Unentschieden nach Verlängerung zusätzlich ein Penaltyschiessen eingeführt.

## Teilnehmer
Aufgrund der Aufstockung der Liga um zwei Teams nahmen an der Saison insgesamt acht Mannschaften teil:
| Team                  | Trainer                        | Spielstätte                                                     |
| --------------------- | ------------------------------ | --------------------------------------------------------------- |
| EV Zug                | Rolf Landis                    | Eishalle Herti Trainingshalle, Zug Rigihalle, Küssnacht am Rigi |
| HC Lugano             | Rick Tschumi, Angelo Petraglia | Resega, Lugano                                                  |
| DHC Langenthal        | Toni Neuenschwander            | Schorenhalle, Langenthal                                        |
| DSC Oberthurgau       | Ursula Walther, Patrick Henry  | EZO, Romanshorn                                                 |
| DHC Lyss              | Jürg Schilling                 | Seelandhalle, Lyss                                              |
| SC Reinach            | Fritz Pfister                  | Eishalle Oberwynental, Reinach                                  |
| EHC Illnau-Effretikon | Pipo Steiner, Werni Pfister    | KEB Sportzentrum Eselriet, Effretikon                           |
| EHC Basel/KLH         | Roland Küng, Luciano Moricchi  | St. Jakob-Arena, Basel                                          |

## Hauptrunde

### Qualifikationsrunde
Abkürzungen:S = Siege, U= Unentschieden, N = Niederlagen, OTS = Sieg nach Verlängerung
| Rang | Verein                | Spiele | S  | U | N  | OTS | Tore   | Punkte |
| ---- | --------------------- | ------ | -- | - | -- | --- | ------ | ------ |
| 1.   | DSC Oberthurgau       | 14     | 11 | 1 | 2  | 0   | 74:28  | 23     |
| 2.   | EV Zug                | 14     | 10 | 1 | 3  | 0   | 68:26  | 21     |
| 3.   | HC Lugano             | 14     | 9  | 2 | 3  | 0   | 67:26  | 20     |
| 4.   | EHC Illnau-Effretikon | 14     | 7  | 0 | 7  | 0   | 53:47  | 14     |
| 5.   | DHC Lyss              | 14     | 6  | 1 | 7  | 0   | 49:54  | 13     |
| 6.   | SC Reinach            | 14     | 5  | 1 | 8  | 0   | 44:65  | 11     |
| 7.   | DHC Langenthal        | 14     | 4  | 0 | 10 | 0   | 28:54  | 8      |
| 8.   | EHC Basel/KLH         | 14     | 1  | 0 | 13 | 0   | 18:101 | 2      |

### Zwischenrunde 1–4
| Rang | Verein                | Spiele | S | U | N | OTS | Tore  | Punkte |
| ---- | --------------------- | ------ | - | - | - | --- | ----- | ------ |
| 1.   | EV Zug                | 6      | 5 | 1 | 0 | 0   | 20:6  | 22     |
| 2.   | HC Lugano             | 6      | 3 | 2 | 1 | 0   | 24:14 | 18     |
| 3.   | DSC Oberthurgau       | 6      | 1 | 2 | 2 | 1   | 13:19 | 17     |
| 4.   | EHC Illnau-Effretikon | 6      | 0 | 1 | 5 | 0   | 8:26  | 8      |

### Zwischenrunde 5–8
| Rang | Verein         | Spiele | S | U | N | OTS | Tore  | Punkte |
| ---- | -------------- | ------ | - | - | - | --- | ----- | ------ |
| 5.   | DHC Lyss       | 6      | 4 | 0 | 2 | 0   | 27:18 | 15     |
| 6.   | SC Reinach     | 6      | 3 | 0 | 2 | 1   | 23:19 | 13     |
| 7.   | DHC Langenthal | 6      | 4 | 0 | 2 | 0   | 20:16 | 12     |
| 8.   | EHC Basel/KLH  | 6      | 1 | 0 | 5 | 0   | 13:30 | 3      |

### Beste Scorer
Quelle: frauenhockey.ch; Fett: Bestwert
| Spieler              | Mannschaft            | Tore | Assists | Punkte |
| -------------------- | --------------------- | ---- | ------- | ------ |
| Denise Altmann       | SC Reinach            | 19   | 18      | 37     |
| Maritta Becker       | DSC Oberthurgau       | 18   | 18      | 36     |
| Eva-Maria Schwärzler | DSC Oberthurgau       | 26   | 9       | 35     |
| Kira Misikowetz      | HC Lugano             | 16   | 16      | 32     |
| Larissa Tschantré    | DHC Lyss              | 17   | 12      | 29     |
| Laura Ruhnke         | HC Lugano             | 15   | 14      | 29     |
| Christine Meier      | EHC Illnau-Effretikon | 21   | 7       | 28     |
| Carolyne Gordon      | HC Lugano             | 16   | 12      | 28     |
| Kerry Weiland        | DHC Lyss              | 16   | 11      | 27     |
| Lauren McAuliffe     | DSC Oberthurgau       | 8    | 19      | 27     |
| Stefanie Marty       | EV Zug                | 16   | 10      | 26     |
| Jeanette Marty       | EV Zug                | 14   | 11      | 25     |

## Play-offs
|  | Halbfinal | Halbfinal             | Halbfinal |  |  | Final | Final     | Final |
|  |           |                       |           |  |  |       |           |       |
|  |           |                       |           |  |  |       |           |       |
|  | 1.        | EV Zug                | 2         |  |  |       |           |       |
|  | 4.        | EHC Illnau-Effretikon | 0         |  |  |       |           |       |
|  |           |                       |           |  |  | 1.    | EV Zug    | 0     |
|  |           |                       |           |  |  | 2.    | HC Lugano | 2     |
|  | 2.        | HC Lugano             | 2         |  |  |       |           |       |
|  | 3.        | DSC Oberthurgau       | 1         |  |  |       |           |       |
|  |           |                       |           |  |  |       |           |       |

TopscorerinKiri Misikowetz (HC Lugano), 12 Punkte (9 Tore und 3 Assists)

### Halbfinal
EV Zug – EHC Illnau-Effretikon
| 25. Februar 2006 18:00 Uhr | EV Zug | 6:0 | EHC Illnau-Effretikon | Trainings-Eishalle Herti, Zug |

| 26. Februar 2006 19:00 Uhr | EHC Illnau-Effretikon | 0:7 | EV Zug | KEB Sportzentrum Eselriet, Effretikon |

HC Lugano – DSC Oberthurgau
| 25. Februar 2006 15:15 Uhr | HC Lugano | 3:2 n. V. | DSC Oberthurgau | Pista Resega, Lugano |

| 26. Februar 2006 17:00 Uhr | DSC Oberthurgau | 4:3 n. P. | HC Lugano | EZO, Romanshorn |

| 1. März 2006 18:15 Uhr | HC Lugano | 5:1 | DSC Oberthurgau | Pista Resega, Lugano |

### Final
| 4. März 2006 15:15 Uhr | EV Zug | 1:3 | HC Lugano | Trainings-Eishalle Herti, Zug |

| 11. März 2006 14:30 Uhr | HC Lugano | 6:2 (2:2, 3:0, 1:0) | EV Zug | Pista Resega, Lugano |

### Kader des Schweizer Meisters
| Schweizer Meister HC Lugano | Torhüter: Jessica Müller, Demont Feldspieler: Evelyn Bieri, Nicole Bullo, Silvia Sansonna, Ruth Künzle, Fiona McLeod, Yasmina Monteiro, Sandrine Ray, Kira Misikowetz, Sarah Clark, Carolyn Gordon, Iris Müller, Laura Ruhnke, Ilaria Mignola, Zoe Marci, Silvia Rossinelli Trainerstab: Rick Tschumi, Angelo Petraglia |

## Play-outs
| Rang | Verein         | Spiele | S | U | N | OTS | Tore  | Punkte |
| ---- | -------------- | ------ | - | - | - | --- | ----- | ------ |
| 1.   | DHC Langenthal | 6      | 5 | 0 | 1 | 0   | 31:10 | 10     |
| 2.   | EHC Basel/KLH  | 6      | 4 | 0 | 2 | 0   | 22:17 | 8      |
| 3.   | EV Bomo Thun   | 6      | 3 | 0 | 3 | 0   | 20:15 | 6      |
| 4.   | EHC Visp Lions | 6      | 0 | 0 | 6 | 0   | 6:37  | 0      |

Legende: Nächste Saison LKA, Nächste Saison LKB